# Équipe de Lituanie de football
Cet article traite de l'équipe masculine. Pour l'équipe féminine, voir Équipe de Lituanie féminine de football.
Maillots
Actualités
L'équipe de Lituanie de football est constituée par une sélection des meilleurs joueurs lituaniens sous l'égide de la Fédération de Lituanie de football.
C'est une équipe réputée difficile à jouer et à manœuvrer du fait de son impact physique important et de son bloc défensif très compact. Elle marque peu de buts mais en encaisse aussi peu.

## Stade
La Lituanie joue la plupart de ses rencontres à domicile au Stade S.-Darius-et-S.-Girėnas. Il est situé à Kaunas, la 2e ville du pays après la capitale Vilnius.
Il peut accueillir 8 476 spectateurs et est entouré d'une piste d'athlétisme. Il dispose également d'un écran géant. Sa pelouse est réputée légèrement bosselée ce qui complique la tâche des visiteurs.
Habituellement, c'est le FBK Kaunas qui joue dans ce stade.

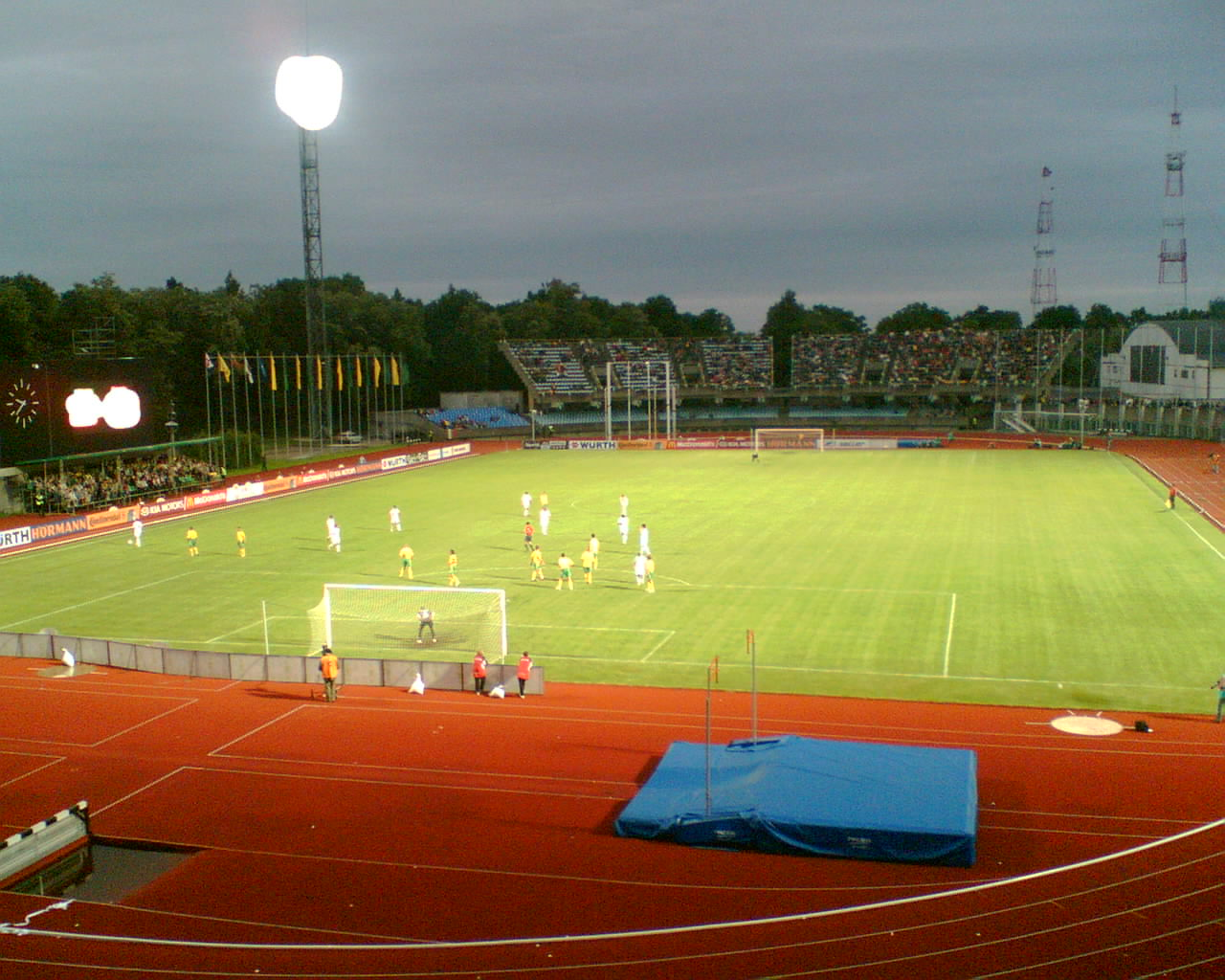
Le stade S.Darius et S.Girėnas

Parfois, la Lituanie évolue au stade de Marijampole à Marijampolė, la 7e ville du pays.
Ce stade est habituellement l'antre du FK Sūduva.

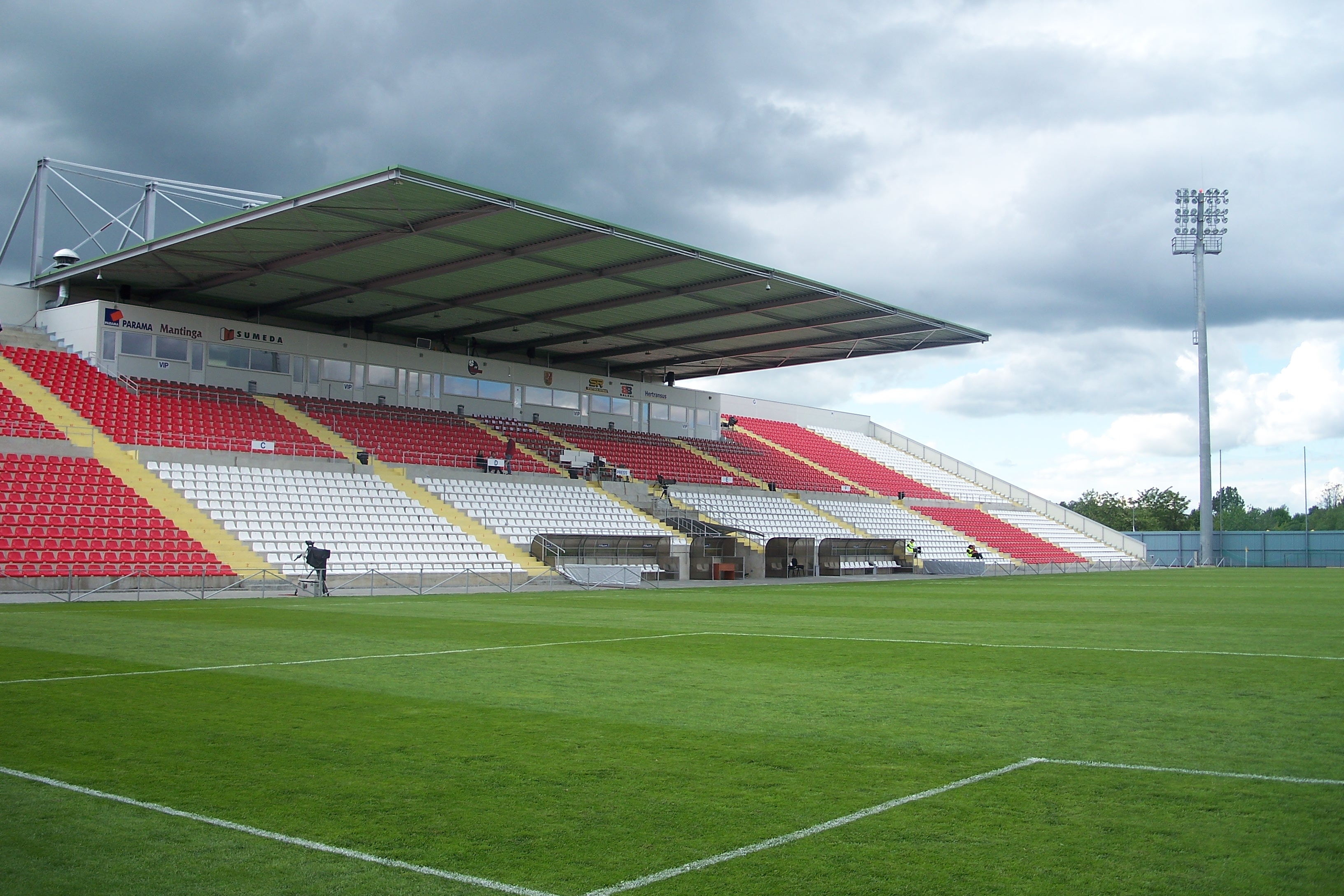
La tribune principale du stade
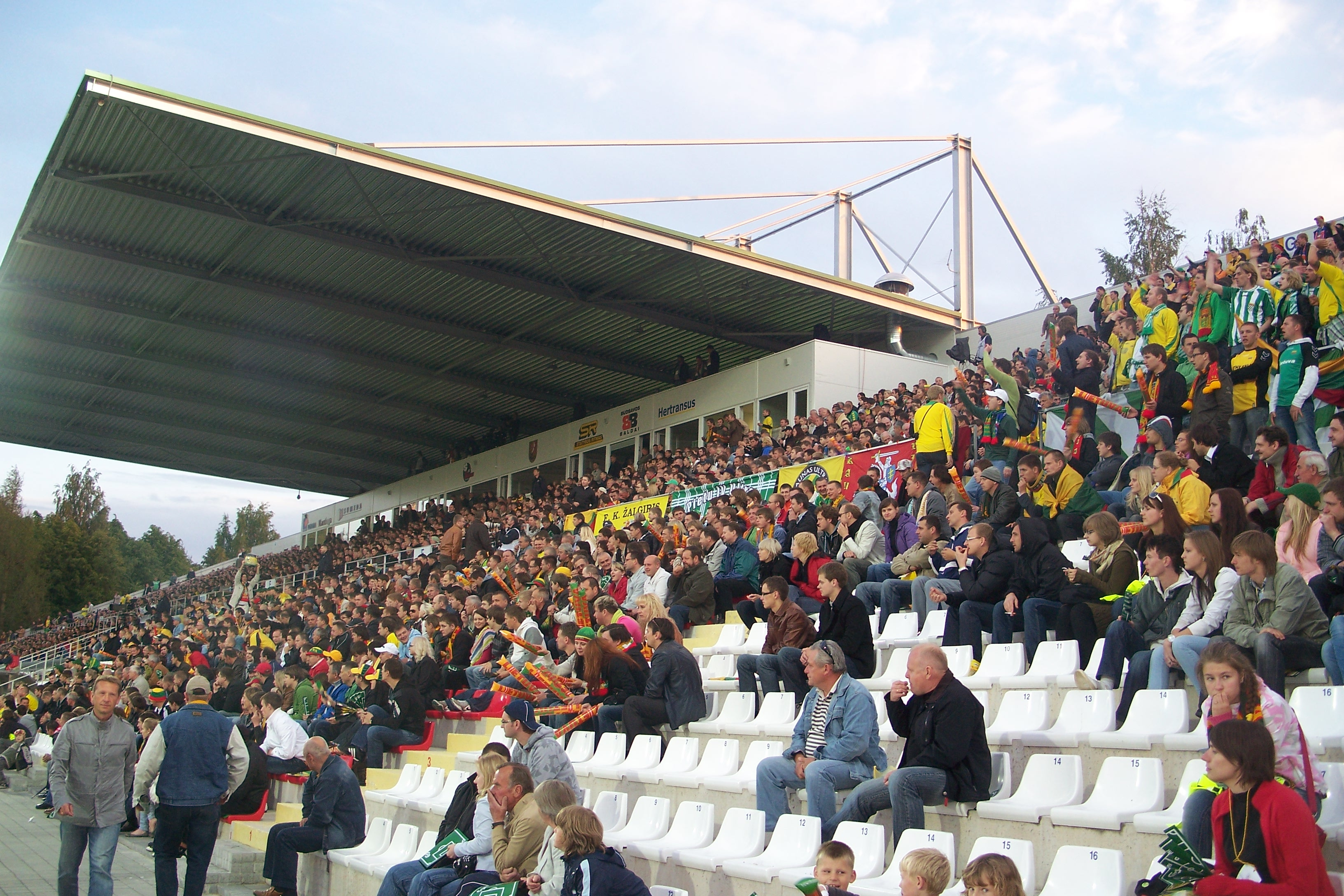
Supporters Lituaniens dans la tribune principale lors de Lituanie-Roumanie le 6 juin 2009
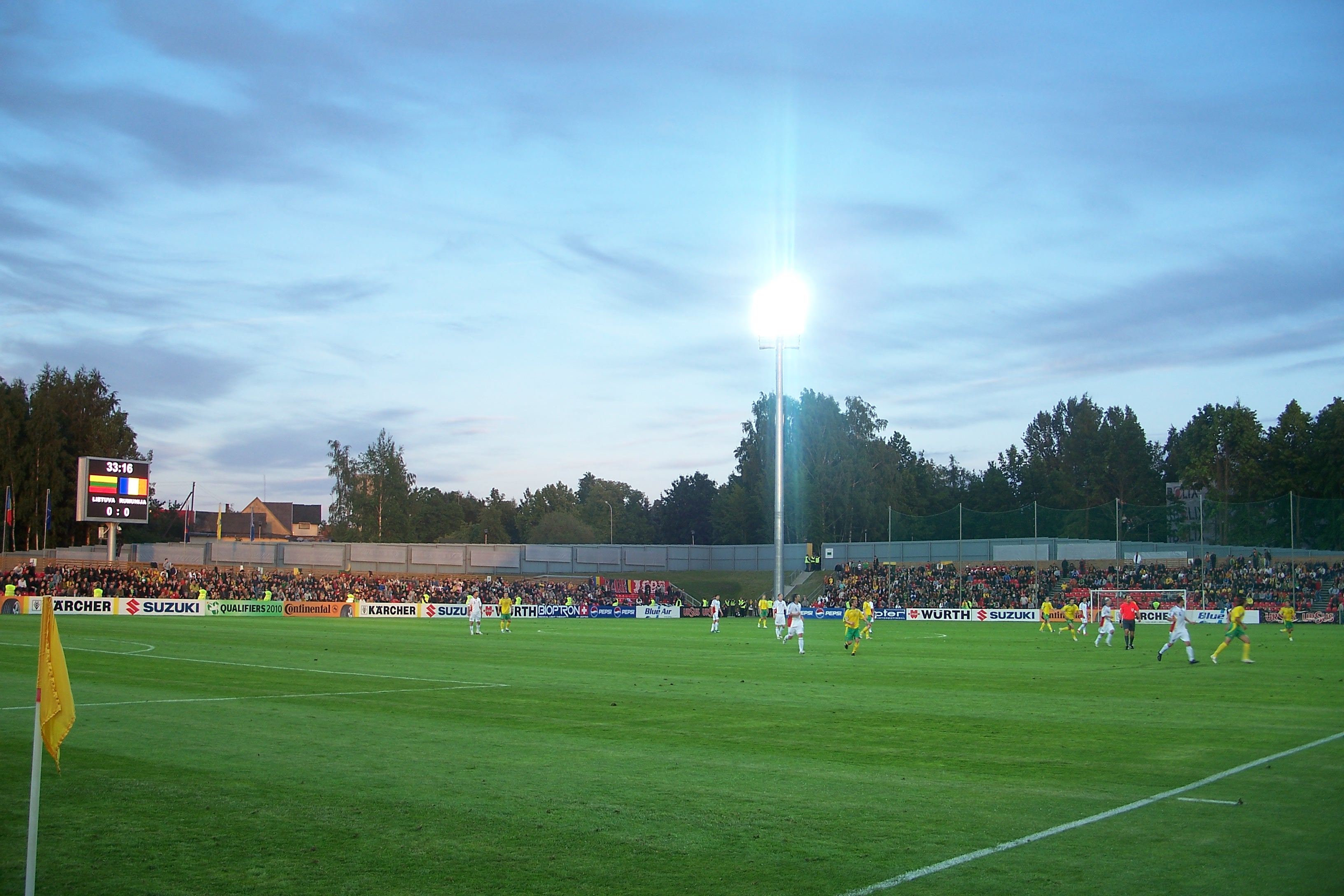
Vue panoramique du stade lors de Lituanie-Roumanie le 6 juin 2009

## Palmarès
La Lituanie ne s'est encore jamais qualifiée pour une phase finale d'une compétition majeure de football.

### Parcours enCoupe du monde
| Année | Position                      |      | Année                         | Position |                       | Année | Position |
| 1930  | Non inscrite                  | 1974 | Membre de l' Union soviétique | 2010     | Non qualifiée         |       |          |
| 1934  | Non qualifiée                 | 1978 | Membre de l' Union soviétique | 2014     | Non qualifiée         |       |          |
| 1938  | Non qualifiée                 | 1982 | Membre de l' Union soviétique | 2018     | Non qualifiée         |       |          |
| 1950  | Membre de l' Union soviétique | 1986 | Membre de l' Union soviétique | 2022     | Non qualifiée         |       |          |
| 1954  | Membre de l' Union soviétique | 1990 | Membre de l' Union soviétique | 2026     | Éliminatoire en cours |       |          |
| 1958  | Membre de l' Union soviétique | 1994 | Non qualifiée                 | 2030     | À venir               |       |          |
| 1962  | Membre de l' Union soviétique | 1998 | Non qualifiée                 | 2034     | À venir               |       |          |
| 1966  | Membre de l' Union soviétique | 2002 | Non qualifiée                 |          |                       |       |          |
| 1970  | Membre de l' Union soviétique | 2006 | Non qualifiée                 |          |                       |       |          |

### Parcours enChampionnat d'Europe
| Année | Position                      |      | Année                         | Position |               | Année | Position |
| 1960  | Membre de l' Union soviétique | 1988 | Membre de l' Union soviétique | 2016     | Non qualifiée |       |          |
| 1964  | Membre de l' Union soviétique | 1992 | Membre de l' Union soviétique | 2020     | Non qualifiée |       |          |
| 1968  | Membre de l' Union soviétique | 1996 | Non qualifiée                 | 2024     | Non qualifiée |       |          |
| 1972  | Membre de l' Union soviétique | 2000 | Non qualifiée                 | 2028     | À venir       |       |          |
| 1976  | Membre de l' Union soviétique | 2004 | Non qualifiée                 | 2032     | À venir       |       |          |
| 1980  | Membre de l' Union soviétique | 2008 | Non qualifiée                 |          |               |       |          |
| 1984  | Membre de l' Union soviétique | 2012 | Non qualifiée                 |          |               |       |          |

### Parcours enLigue des nations
| Édition   | Ligue | Phase de Groupe | Phase de Groupe | Phase de Groupe | Phase de Groupe | Phase de Groupe | Phase de Groupe | Phase de Groupe | Phase finale | Phase finale | Phase finale | Phase finale | Phase finale | Phase finale | Phase finale | Phase finale |
| Édition   | Ligue | Class.          | M               | V               | N               | D               | bp              | bc              | Pays hôte    | Résultat     | M            | V            | N            | D            | bp           | bc           |
| --------- | ----- | --------------- | --------------- | --------------- | --------------- | --------------- | --------------- | --------------- | ------------ | ------------ | ------------ | ------------ | ------------ | ------------ | ------------ | ------------ |
| 2018-2019 | C     | 4/4             | 6               | 0               | 0               | 6               | 3               | 16              | 2019         | Inéligible   | Inéligible   | Inéligible   | Inéligible   | Inéligible   | Inéligible   | Inéligible   |
| 2020-2021 | C     | 3/4             | 6               | 2               | 2               | 2               | 5               | 7               | 2021         | Inéligible   | Inéligible   | Inéligible   | Inéligible   | Inéligible   | Inéligible   | Inéligible   |
| 2022-2023 | C     | 4/4             | 6               | 0               | 1               | 5               | 2               | 14              | 2023         | Inéligible   | Inéligible   | Inéligible   | Inéligible   | Inéligible   | Inéligible   | Inéligible   |
| 2024-2025 | C     | 4/4             | 6               | 0               | 0               | 6               | 4               | 11              | 2025         | Inéligible   | Inéligible   | Inéligible   | Inéligible   | Inéligible   | Inéligible   | Inéligible   |
| Total     | Total | Total           | 24              | 2               | 3               | 19              | 14              | 48              | Total        | Total        | 0            | 0            | 0            | 0            | 0            | 0            |

### Classement FIFA
| Année              | 1993 | 1994 | 1995 | 1996 | 1997 | 1998 | 1999 | 2000 | 2001 | 2002 | 2003 | 2004 | 2005 | 2006 | 2007 | 2008 | 2009 | 2010 | 2011 | 2012 | 2013 | 2014 | 2015 | 2016 | 2017 | 2018 | 2019 | 2020 | 2021 | 2022 | 2023 | 2024 |
| ------------------ | ---- | ---- | ---- | ---- | ---- | ---- | ---- | ---- | ---- | ---- | ---- | ---- | ---- | ---- | ---- | ---- | ---- | ---- | ---- | ---- | ---- | ---- | ---- | ---- | ---- | ---- | ---- | ---- | ---- | ---- | ---- | ---- |
| Classement mondial | 85   | 59   | 43   | 48   | 45   | 54   | 50   | 85   | 97   | 100  | 101  | 100  | 100  | 69   | 59   | 51   | 62   | 55   | 92   | 116  | 102  | 92   | 126  | 105  | 149  | 133  | 131  | 129  | ?    | ?    | 138  | 142  |

## Records
| Rang | Sélections | Joueur                | Carrière  | Buts |
| ---- | ---------- | --------------------- | --------- | ---- |
| 1    | 100        | Saulius Mikoliūnas    | 2004-2022 | 5    |
| 2    | 91         | Arvydas Novikovas     | 2010-     | 12   |
| 3    | 87         | Fiodor Černych        | 2012-     | 14   |
| 4    | 84         | Andrius Skerla        | 1996-2011 | 1    |
| 5    | 82         | Deividas Šemberas     | 1996-2013 | 0    |
| 6    | 71         | Tomas Danilevičius    | 1998-2012 | 19   |
| 7    | 66         | Žydrūnas Karčemarskas | 2003-2013 | 0    |
| 8    | 65         | Aurelijus Skarbalius  | 1991-2005 | 5    |
| 8    | 65         | Marius Stankevičius   | 2001-2013 | 5    |
| 10   | 64         | Deividas Česnauskis   | 2001-2016 | 4    |

| Rang | Buts | Joueur                 | Carrière  | Sélections | Ratio |
| ---- | ---- | ---------------------- | --------- | ---------- | ----- |
| 1    | 19   | Tomas Danilevičius     | 1998-2012 | 71         | 0,27  |
| 2    | 14   | Fiodor Černych         | 2012-     | 87         | 0,16  |
| 3    | 12   | Antanas Lingis         | 1928-1938 | 33         | 0,36  |
| 3    | 12   | Arvydas Novikovas      | 2010-     | 91         | 0,13  |
| 5    | 10   | Edgaras Jankauskas     | 1991-2008 | 56         | 0,18  |
| 6    | 9    | Virginijus Baltušnikas | 1990-1998 | 42         | 0,21  |
| 7    | 8    | Jaroslavas Citavičius  | 1926-1933 | 24         | 0,33  |
| 7    | 8    | Valdas Ivanauskas      | 1992-2000 | 28         | 0,29  |
| 7    | 8    | Darius Maciulevičius   | 1991-2005 | 38         | 0,21  |
| 7    | 8    | Robertas Poškus        | 1999-2011 | 48         | 0,17  |

Les joueurs en gras sont encore en activités

## Logos

Ancien logo
Logo actuel